# Juan Manuel Vázquez
Juan Manuel Vázquez (San Martín, Buenos Aires, Argentina, 25 de julio de 1996) es un futbolista argentino que juega como Mediapunta en Almirante Brown de la Primera Nacional de Argentina.

## Trayectoria
Llegó a All Boys en el año 2011 para jugar en las divisiones inferiores. Debutó en el primer equipo de All Boys ante el Club Atlético Huracán, en el año 2014. Ese mismo año marcó su primer gol ante Sarmiento de Junín.
En el torneo de la B Nacional 2016, marcó un gol en el clásico ante Nueva Chicago para sumar en la victoria por 5-2 en Floresta.

## Clubes
Actualizado al 1 de enero de 2018
| All Boys Argentina                                    | 2.ª                 | 2014                | 8   | 1  | -  | - | - | - | 8   | 1  |
| All Boys Argentina                                    | 2.ª                 | 2015                | 13  | 1  | -  | - | - | - | 13  | 1  |
| All Boys Argentina                                    | 2.ª                 | 2016                | 15  | 1  | -  | - | - | - | 15  | 1  |
| All Boys Argentina                                    | 2.ª                 | 2016-17             | 33  | 5  | 1  | 0 | - | - | 34  | 5  |
| All Boys Argentina                                    | 2.ª                 | 2017-18             | 4   | 0  | -  | - | - | - | 4   | 0  |
| All Boys Argentina                                    | Total Club          | Total Club          | 73  | 8  | 1  | 0 | - | - | 74  | 8  |
| Correcaminos UAT · México                             | 2.ª                 | 2018                | 7   | 0  | -  | - | - | - | 7   | 0  |
| Correcaminos UAT · México                             | Total Club          | Total Club          | 7   | 0  | -  | - | - | - | 7   | 0  |
| Deportivo Pasto Colombia                              | 1.ª                 | 2018                | 9   | 0  | 0  | 0 | 0 | 0 | 9   | 0  |
| Deportivo Pasto Colombia                              | Total Club          | Total Club          | 9   | 0  | 0  | 0 | 0 | 0 | 9   | 0  |
| Sportivo Luqueño Paraguay                             | 1.ª                 | 2019                | 9   | 1  | 0  | 0 | 0 | 0 | 9   | 1  |
| Sportivo Luqueño Paraguay                             | Total Club          | Total Club          | 9   | 1  | 0  | 0 | 0 | 0 | 9   | 1  |
| Barracas Central Argentina                            | 2.ª                 | 2020                | 1   | 0  | 0  | 0 | - | - | 1   | 0  |
| Barracas Central Argentina                            | 2.ª                 | 2021                | 38  | 4  | -  | - | - | - | 38  | 4  |
| Barracas Central Argentina                            | 1.ª                 | 2022                | 14  | 1  | 13 | 1 | - | - | 27  | 2  |
| Barracas Central Argentina                            | Total Club          | Total Club          | 53  | 5  | 13 | 1 | - | - | 66  | 6  |
| Aldosivi Argentina                                    | 2.ª                 | 2023                | 9   | 1  | 0  | 0 | - | - | 9   | 1  |
| Aldosivi Argentina                                    | Total Club          | Total Club          | 9   | 1  | 0  | 0 | - | - | 9   | 1  |
| Almirante Brown Argentina                             | 2.ª                 | 2023                | 20  | 0  | -  | - | - | - | 20  | 0  |
| Almirante Brown Argentina                             | Total Club          | Total Club          | 20  | 0  | -  | - | - | - | 20  | 0  |
| Independiente Rivadavia Argentina                     | 1.ª                 | 2024                | 0   | 0  | 3  | 1 | 0 | 0 | 3   | 1  |
| Independiente Rivadavia Argentina                     | Total Club          | Total Club          | 0   | 0  | 3  | 1 | - | - | 3   | 1  |
| Total en su carrera                                   | Total en su carrera | Total en su carrera | 180 | 15 | 17 | 2 | - | - | 197 | 17 |
| (1) Incluye datos de la Copa Argentina y Copa México. |                     |                     |     |    |    |   |   |   |     |    |

Fuente: Fichajes.com